# 東大門棒球場
東大門棒球場（：／ Dongdaemun yagujang */?），是韓國昔日的一座棒球場，位於首爾特別市中區，於1925年落成、1959年改建，並於2008年拆除，原址現已改建為東大門歷史文化公園，該球場同時也是韓國第一座棒球場。

## 歷史
1925年，當時還是由日本人統治的韓國時期，球場落成，名為「京城棒球場」，同時成為朝鮮半島第一座棒球場，當時的日本殖民政府還因此舉辦了「第一屆朝鮮神宮體育大會」，但因為朝鮮人反日的關係，因此比賽幾乎沒有朝鮮人到場觀看。1945年，日本宣布無條件投降，該球場順勢更名為「首爾棒球場」。1959年，球場進行大改建，並於1963年成功舉辦亞洲棒球錦標賽，也是首個國際的棒球賽事在韓國舉行。自此，這座球場舉辦了大大小小的比賽，因此也被韓國人視為「野球聖地」。
1982年3月27日，韓國職棒正式成立，在這座球場舉行開幕戰，由MBC青龍隊VS三星獅隊。
1985年，改名為「東大門棒球場」。因球場鄰近首爾東大門鬧區，而球場老舊的問題也使政府每年都要編列龐大的預算來養護球場，且首爾也已經有蠶室棒球場來取代東大門棒球場，因此拆除球場的問題也一一浮現，即使遭到許多球迷反對拆除球場，但拆除案已經在2006年正式通過，並於2007年開始拆除，2008年連同東大門運動場一起拆除完畢，原本東大門運動場的原址改建為東大門設計廣場，而棒球場則改建為東大門歷史文化公園，野球聖地的歷史只能留在老球迷心中。

## 設施簡介
觀眾席大約有30,000席，左右外野距離為98公尺，中外野距離118公尺，1990年將天然草皮改為人工草皮。

## 重要紀錄
- 首場比賽：1925年，第一屆朝鮮神宮體育大會
- 首場國際賽事：1963年亞洲棒球錦標賽
- 韓國職棒首戰：1982年3月27日，MBC青龍隊出戰三星獅隊
- 韓國職棒全明星賽：1982年

## 交通
地鐵
●首爾地鐵2號線·●首都圈电铁4号线·●首都圈電鐵5號線：東大門歷史文化公園站1號出口

## 外部連結
- 東大門棒球場在台灣棒球維基館上的頁面（繁體中文）